# Aurelio Sagaseta
Aurelio Sagaseta Aríztegui (Ituren, 27 de julio de 1935) es un sacerdote y músico español.

## Vida
Estudió en el Seminario de Pamplona, donde fue nombrado sacerdote en 1960. A partir de esa fecha se especializó en música religiosa. En 1962 obtuvo por oposición el cargo de maestro de capilla de la Catedral de Pamplona, que iba unido a una canonjía. Pasó unos años en Roma, ampliando y profundizando sus conocimientos musicales, obteniendo las licenciaturas en Música Sacra, Gregoriana y Musicología en el Instituto Pontificio de Música Sacra en 1970.
De regreso a Pamplona, mediante concurso, obtuvo plaza como profesor de Composición en el Conservatorio Profesional de Música Pablo Sarasate en 1971, pasando a ser catedrático de la misma en 1985. También fue director del conservatorio entre 1986 y 1988. Desde 1992 es presidente de la Asociación Española de Musicólogos Eclesiásticos. Se considera discípulo del gran musicólogo Higinio Anglés.
Es miembro titular de la Real Academia de Bellas Artes de San Fernando. Ha recibido la medalla de oro de la Federación de Coros de Navarra, así como el premio Orfeón Donostiarra-Universidad del País Vasco, entre otros.
El 6 de enero de 2023, tras el habitual concierto con coro y orquesta, se despedía de su magisterio en la Catedral de Pamplona, a la vez que se presentaba al nuevo maestro de capilla: Ricardo Zoco Lampreabe. Sagaseta se ha mantenido como responsable del Archivo Histórico de Música de la Catedral.

## Obra
En su dilatada carrera ha compaginado la docencia, la dirección, la investigación y la composición. Es destacable el trabajo realizado en el archivo musical de la Catedral de Pamplona, recuperando, publicando e interpretando obras olvidadas o desconocidas, intentando siempre preservar de la mejor manera posible la estética de la época de las obras. Ha realizado diversas grabaciones y conciertos interpretando la música de la catedral en España y Europa.
Son numerosos los artículos y estudios publicados en revistas científicas y también ha publicado varios libros publicados solo o en colaboración. Entre ellos: La Música Medieval en Navarra (Iruñea, 1970) en colaboración con Higinio Anglés u Órganos de Navarra (Gobierno de Navarra, 1985) con Luis Taberna Lesakarra. También ha escrito varias entradas en el Diccionario Hispano-Americano de la Música (2000).